# Fromberg (Montana)
Pour les articles homonymes, voir Fromberg.
Fromberg est une municipalité américaine située dans le comté de Carbon au Montana. Selon le recensement de 2010, sa population est de 438 habitants. La municipalité s'étend sur 0,48 milles carrés (1,24 km2).

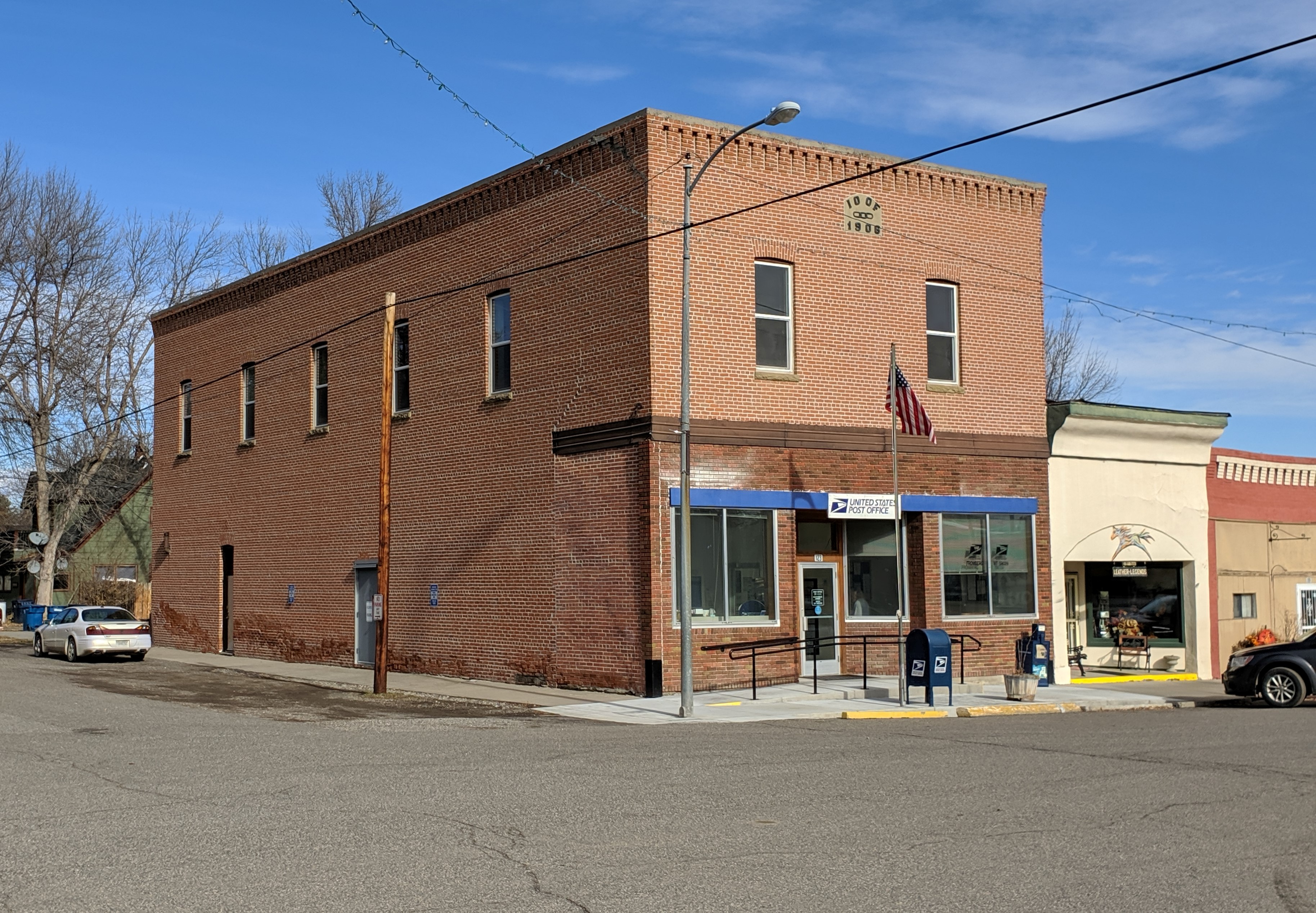

En 1898, le Northern Pacific Railway construit une ligne de chemin de fer dans la vallée de la Clark Fork et nomme cette gare Fromberg, en l'honneur de l'un de ses actionnaires, Conrad Fromberg.